# بری بارینگر
بری بارینگر (انگلیسی: Barry Barringer؛ ۲۵ ژوئن ۱۸۸۸ – ۲۱ مه ۱۹۳۸) نویسنده و کارگردان فیلم اهل ایالات متحده آمریکا بود.
از فیلم‌هایی که وی در آن نقش داشته‌است، می‌توان به آقای باگز محترم اشاره کرد.